# 陶滋
陶滋（1484年—1538年），山西承宣布政使司平陽府絳州（今山西省新絳縣）人，明朝政治人物、同进士出身。南京兵部尚書陶琰之子。生母麻氏。

## 生平
正德九年（1514年），登甲戌科三甲133名進士，授行人。十四年明武宗南巡之爭時，因進諫反對，而在闕下被施杖刑，后貶為國子監學正。復遷行人司正、刑部郎中，改任兵部郎中。嘉靖初年，率領同官爭大禮議，再次受杖，謫戍榆林。嘉靖十五年赦免歸還。